# 乔治娅·坦恩
比尤拉·乔治·“乔治娅”·坦恩（英語：Beulah George "Georgia" Tann；1891年7月18日—1950年9月15日）是美国一名儿童贩子并在田纳西州的孟菲斯经营着一家儿童收养机构——田纳西州儿童之家协会。从1920年代开始，乔治娅·坦恩就利用无证房屋作为其经营儿童收养黑市的前线；直至1950年该机构被关闭，她受到多个州有关收养诈欺的指控。但是在调查结束之前，坦恩死于癌症。

## 早年生活
乔治娅·坦恩1891年7月18日出生于美国密西西比州的费拉德尔菲亚市，父母分别是乔治·克拉克·坦恩（George Clark Tann）和比尤拉·叶慈（Beulah Yates）。乔治娅·坦恩有一个大她三岁的兄长，罗伯·罗伊·坦恩（Rob Roy Tann）。根据报道，乔治娅的父亲乔治·坦恩法官具有“出类拔萃”的性格。他渴望乔治娅成为一名钢琴演奏家，因此从乔治娅五岁开始就安排她上钢琴课，直至她成年。 《纳什维尔田纳西人报》的奈利·凯尼恩（Nelli Kenyon）在报道中提及，乔治娅的童年时光是在密西西比州的希科里度过，这是一个非常有名的聚会地点。
乔治娅·坦恩于1913年毕业于弗吉尼亚州阿宾登的玛莎华盛顿学院，获得音乐专业相关的学士学位。随后，她在哥伦比亚大学学了两个学期的社会工作课程。不过乔治娅并不喜欢弹钢琴，而是想和自己的父亲那样成为一名法律工作者。 在父亲的指导下，乔治娅开始学习法律并通过了田纳西州的律师执业考试。 但是乔治娅的父亲并不希望她真正执业，因为这在当时对女性来说是一件非同寻常的工作。 由于没有明显的结婚或生育愿望，乔治娅便开始从事当时少数可以让未婚女性从事的职业——社会工作。

## 职业生涯

### 密西西比州儿童之家协会
乔治娅·坦恩在密西西比州儿童之家协会（Mississippi Children's Home Society）找到了一份工作，其职务是凯特·麦克威利·鲍尔斯儿童收容之家（Kate McWillie Powers Receiving Home for Children）的接待主任。 1922年，乔治娅收养了一名女婴，并给她起名为“朱妮（June）”。 乔治娅家人的朋友，安·阿特伍德（Ann Atwood）也曾在这个儿童收容之家担任舍监；安的年纪比乔治娅小了8岁。 目前尚没有可靠的来源说明乔治娅和安是在何时开始约会的。但是当乔治娅在1924年因为受质疑的育儿方式被解雇后，乔治娅与她的养女——朱妮，以及安和安的非婚生儿子——杰克（Jack），一起搬到了田纳西州。 安是在这个时间的近期生下这名小孩的，同时大约也是在这个时候，她给自己的姓氏后冠上了霍林斯沃思（Hollinsworth）的姓，这给人一种她是丧偶独居的寡妇感觉。尽管当时的社会接受两个财务独立的女性同居生活的模式，并称之为“波士顿式婚姻”；但已经有人开始怀疑这是一种同性恋结合关系。 乔治娅和安向当时的世人隐藏了她们的真实关系。

## 刑事指控
在当时，所谓的“黑市”收养并不是违法的，而只是被认为在伦理和道德上是错误的。 当时的理由在于：未婚的年轻女性被迫放弃自己被缉拿的孩子；父母的合适性经常被草率地忽视；有关孩子的传承和病史的信息被丢弃；以及养父母可能有一些他们也未察觉的生理或心理疾病。
时任田纳西州州长的戈登·布朗宁在收到有关田纳西州儿童之家协会基于牟利而贩卖儿童的报告之后，于1950年9月11日下令调查该机构。 他指派孟菲斯市检察官罗伯特·泰勒（Robert Taylor）负责处理该案。公共福利专员杰·欧·麦默恩（J. O. McMahan）指控乔治娅和她的同伙从中获益高达百万美元。 田纳西州儿童之家协会在1950年被迫关闭。

## 知名案例
1990年，《洛杉矶时报》报道了阿尔玛·西普勒（Alma Sipple）的故事，她的女儿艾玛（Irma）就曾经被乔治娅·坦恩提供所谓的“医疗救助服务”。但是在几天之后，乔治娅就告诉阿尔玛，她的女儿艾玛死于肺炎且已经下葬。尽管这个悲伤的消息让阿尔玛感到震惊，但是她却怀疑艾玛还活着，可是随后多年的寻找并没有任何结果。多年之后，阿尔玛在1989年的时候正巧收看到了电视节目《未解之谜》，她确认乔治娅·坦恩就是那个带走她女儿的女人。按照节目的建议，阿尔玛给田纳西州的“知情权组织（Right to Know）”写信求助。这个组织位于孟菲斯，是一家帮助因收养而破碎的家庭可以重新团聚的志愿者组织。他们很快就找到了艾玛，但是此时她已经改名为桑德拉·金布雷尔（Sandra Kimbrell）。母女俩通过电话实现了团聚。 艾尔玛·西普勒的故事后来又被播客《罪案》报道。

## 个人生活
1943年8月2日，乔治娅·坦恩在田纳西州的戴尔县收养了安·阿特伍德·霍林斯沃思，这是当时一种确保同性伴侣可以合法继承对方财产的方式。乔治娅在1950年去世，她被安葬于密西西比州希科里的希科里公墓（Hickory Cemetery）中的家族墓地里。 乔治娅·坦恩的具体死亡时间是1950年9月15日，刚好在田纳西州州长戈登·布朗宁对她的儿童之家协会提起诉讼之前3天。乔治娅的死因是癌症，根据阿尔玛·理查兹医生（Dr. Alma Richards）开具的死亡证明显示，她的癌症主要发病于子宫。1950年12月，乔治娅的儿童之家被永久关闭。

## 媒体报道

### 影视作品
- 《错失吾儿：一个母亲的故事》——1982年12月1日在CBS电视网上映的电视电影，由迪克·劳瑞（英语：Dick Lowry）执导。该片是基于乔治娅·坦恩丑闻进行改编的故事。[15][16]

- 《失窃婴儿》——艾瑞克·雷纽维尔（英语：Eric Laneuville）执导的电视电影，1993年3月25日在终生电视台（英语：Lifetime (TV network)）首播。[17]

- 《未解之谜》在1989年12月13日播出的节目里对乔治娅·坦恩及其犯下的案件进行了报道。[13]

- 调查探索频道（英语：Investigation Discovery）播出的系列节目《最毒妇人心（英语：Deadly Women）》也曾在他们的分集“凌驾法律（Above the Law）”（2013年9月13日播出）中报道了乔治娅·坦恩。

### 播客节目
- “南部树洞（Southern Hollows）”的节目《直击全美最恶名昭彰的婴儿贩子——乔治娅·坦恩》（2017年4月25日播出）。[18]

- “实案啤酒厂（True Crime Brewery）”的节目《婴儿小偷：乔治娅·坦恩的罪行》（2017年8月29日播出）。[19]

- “罪案（英语：Criminal (podcast)）”的节目《婴儿抢劫者》（2019年3月15日播出）。[14]

- “恶棍身后（Behind The Bastards）”的节目《她发明了收养却又盗走近万婴儿》（2019年4月30日播出）。[20]

### 书籍出版
- 芭芭拉·比桑茨·雷蒙德（Barbara Bisantz Raymond）根据乔治娅·坦恩的事迹创作非小说类图书《婴儿小偷：乔治娅·斯坦恩不为人知的故事～名为收养，实则贩婴～》。[21][22]

- 丽莎·温格特（Lisa Wingate）于2017年发行的小说《那时候，我们还不是孤儿》里也有对乔治娅丑闻的涉及，乔治娅·坦恩在这本小说里扮演着重要角色。[23][24][25]

- 2017年，德弗罗·布鲁赫·艾勒（Devereaux Bruch Eyler）出版她的回忆录《完整故事：没有妈妈，我也没有死去》。[26][27] 艾勒在书中讲述了自己的故事，表示自己就是乔治娅·坦恩丑闻的受害者之一。艾勒说自己在长大成人之后就知道自己是被收养的，可却直到70岁的时候才知道自己是被人从亲生母亲那里偷出来的。而此时艾勒才知道自己的生母已经去世。2009年，艾勒第一次与自己的亲生妹妹帕特丽夏·安·威尔克斯（Patricia Ann Wilks）相见；威尔克斯居住在田纳西州的日耳曼敦（英语：Germantown, Tennessee）。[28]

### 出典
1. ↑  参见乔治娅·坦恩的死亡记录。
2. 1 2 3 4  Lois Cooper. . Newton County Historical and Genealogical Society.   [2019-12-07]. （原始内容存档于2019-03-10）.
3. 1 2  Bisantz Raymond 2007，第48頁.
4. ↑  Kenyon, Nellie. . The Nashville Tennessean. 1950-10-22: 18A  [2019-12-07]. （原始内容存档于2019-10-29）.
5. ↑  Bisantz Raymond 2007，第48-49頁.
6. ↑  Bisantz Raymond 2007，第49頁.
7. 1 2 3  Bisantz Raymond 2007.
8. ↑  Bisantz Raymond 2007，第105-106頁.
9. ↑  Bisantz Raymond 2007，第105頁.
10. ↑  Bisantz Raymond 2007，第106頁.
11. 1 2 3
12. 1 2  Beverly Beyette. . 洛杉矶时报.   [2019-12-08]. （原始内容存档于2019-12-08）.
13. 1 2  . 罪案.   [2019-12-08]. （原始内容存档于2019-03-27）.
14. ↑  . IMDb.   [2019-12-08]. （原始内容存档于2019-06-27）.
15. ↑  . 豆瓣. 豆瓣电影.   [2019-12-08]. （原始内容存档于2019-12-08）.
16. ↑  . IMDb.   [2019-12-08]. （原始内容存档于2019-07-31）.
17. ↑  . Southern Hollows.   [2019-12-09]. （原始内容存档于2019-03-21）.
18. ↑  . True Crime Brewery. 2017-08-29  [2019-12-09]. （原始内容存档于2019-03-27）.
19. ↑  Madalyn Watson. . STUDY BREAKS.   [2019-12-09]. （原始内容存档于2019-09-24）.
20. ↑  . Goodreads.   [2019-12-10]. （原始内容存档于2020-02-27）.
21. ↑  Barbara Bisantz Raymond. . Union Square Press. 2008  [2019-12-10]. ISBN 9781402758638. （原始内容存档于2017-03-12）.
22. ↑  Lisa Wingate. . 兰登书屋. 2017-06-06  [2019-12-10]. ISBN 9780425284698.
23. ↑  . Goodreads.   [2019-12-10]. （原始内容存档于2020-05-25）.
24. ↑  麗莎·溫格特. . 馬可孛羅. 2018-09-29  [2019-12-10]. ISBN 9789578759312.
25. ↑  Devereaux Bruch Eyler. . CreateSpace Independent Publishing Platform. 2017-01-30  [2019-12-10]. ISBN 9781542856829.
26. ↑  . Goodreads.   [2019-12-10].
27. ↑  Alexa Spencer. . 商业诉求报（英语：The Commercial Appeal）.   [2019-12-10]. （原始内容存档于2019-10-28）.

### 文献
- Linda Tollett Austin. . Praeger. 1993-01-01  [2019-12-07]. ISBN 9780275945855.

- Barbara Bisantz Raymond.  2nd Edition. Hachette Books. 2009-04-29  [2019-12-07]. ISBN 9780786733743.

- Robert Blade. . Univ. Press of Mississippi. 2012-10-01  [2019-12-07]. ISBN 9781617036293.

- . 圣路易斯邮报（英语：St. Louis Post-Dispatch）. 1993-05-10. OCLC 1764810.

- Tennessee. Department of Public Welfare. . State of Tennessee, Department of Public Welfare. 1951  [2019-12-07]. OCLC 4349960.

- Ashley Elkins. . Daily Journal. 1997-08-10  [2019-12-07]. （原始内容存档于2019-12-07）.